# Tour de San Luis 2016
Die Tour de San Luis 2016 ist die 10. Austragung dieses Etappenrennen in Argentinien und fand rund um die Region von San Luis statt. Dieses  eines eintägigen Straßenradrennens wurde vom 18. bis zum 24. Januar 2016 ausgetragen. Zudem gehörte dieses Rennen der UCI America Tour 2016 an und wurde in der UCI-Kategorie 2.1 eingestuft.

## Teilnehmende Mannschaften
| 7 UCI WorldTeams | 7 UCI WorldTeams | 6 UCI Professional Continental Teams | 6 UCI Professional Continental Teams | 7 UCI Continental Teams | 7 UCI Continental Teams     | 8 Nationalmannschaften | 8 Nationalmannschaften |
| ---------------- | ---------------- | ------------------------------------ | ------------------------------------ | ----------------------- | --------------------------- | ---------------------- | ---------------------- |
| ALM              | AG2R La Mondiale | AND                                  | Androni Giocattoli-Sidermec          | HSD                     | Holowesko-Citadel           | ARG                    | Argentinien            |
| AST              | Astana Pro Team  | DMP                                  | Delko Marseille Provence KTM         | DCT                     | Inteja-MMR Dominican        | BRA                    | Brasilien              |
| CPT              | Cannondale       | DPC                                  | Drapac Professional Cycling          | JAM                     | Team Jamis                  | CHI                    | Chile                  |
| EQS              | Etixx-Quick Step | FVC                                  | Fortuneo-Vital Concept               | LMC                     | Los Matanceros              | CRC                    | Costa Rica             |
| LAM              | Lampre-Merida    | NIP                                  | Nippo-Vini Fantini                   | SLT                     | San Luis Somos Todos        | CUB                    | Kuba                   |
| MOV              | Movistar Team    | UHC                                  | UnitedHealthcare                     | SEP                     | S.E.P. San Juan             | ITA                    | Italien                |
| TNK              | Tinkoff          |                                      |                                      | SCQ                     | Strongman Campagnolo Wilier | MEX                    | Mexiko                 |
|                  |                  |                                      |                                      |                         |                             | URU                    | Uruguay                |

## Etappen
| Etappe    | Datum    | Etappenorte                     | type              | Länge (km) | Etappensieger      | Gesamtführender     |
| --------- | -------- | ------------------------------- | ----------------- | ---------- | ------------------ | ------------------- |
| 1. Etappe | 18. Jan. | El Durazno – El Durazno         | Teamzeitfahren    | 21         | Etixx-Quick Step   | Maximiliano Richeze |
| 2. Etappe | 19. Jan. | San Luis – Villa Mercedes       | Flachetappe       | 181,9      | Fernando Gaviria   | Fernando Gaviria    |
| 3. Etappe | 20. Jan. | Potrero de los Funes – La Punta | Hügelige Etappe   | 131        | Peter Koning       | Peter Koning        |
| 4. Etappe | 21. Jan. | San Luis – Cerro El Amago       | Hochgebirgsetappe | 140        | Eduardo Sepúlveda  | Eduardo Sepúlveda   |
| 5. Etappe | 22. Jan. | Renca – Juana Koslay            | Hügelige Etappe   | 168,7      | Nicolás Tivani     | Eduardo Sepúlveda   |
| 6. Etappe | 23. Jan. | La Toma – Merlo                 | Hochgebirgsetappe | 159,5      | Miguel Ángel López | Dayer Quintana      |
| 7. Etappe | 24. Jan. | San Luis – San Luis             | Flachetappe       | 119,6      | Jakub Mareczko     | Dayer Quintana      |

## Wertungsübersicht
| Etappe         | Etappensieger      | Gesamtwertung ·     | Bergwertung       | Sprintwertung ·       | Nachwuchswertung · | Teamwertung      |
| -------------- | ------------------ | ------------------- | ----------------- | --------------------- | ------------------ | ---------------- |
| 1              | Etixx-Quick Step   | Maximiliano Richeze | nicht ausgetragen | nicht ausgetragen     | Rodrigo Contreras  | Etixx-Quick Step |
| 2              | Fernando Gaviria   | Fernando Gaviria    | Ariel Sivori      | Juan Ignacio Curuchet | Fernando Gaviria   | Etixx-Quick Step |
| 3              | Peter Koning       | Peter Koning        | Peter Koning      | Emanuel Guevara       | Fernando Gaviria   | Etixx-Quick Step |
| 4              | Eduardo Sepúlveda  | Eduardo Sepúlveda   | Eduardo Sepúlveda | Emanuel Guevara       | Rodrigo Contreras  | Movistar Team    |
| 5              | Nicolás Tivani     | Eduardo Sepúlveda   | Eduardo Sepúlveda | Emanuel Guevara       | Miguel Ángel López | Movistar Team    |
| 6              | Miguel Ángel López | Dayer Quintana      | Roman Villalobos  | Emanuel Guevara       | Miguel Ángel López | Movistar Team    |
| 7              | Jakub Mareczko     | Dayer Quintana      | Eduardo Sepúlveda | Emanuel Guevara       | Miguel Ángel López | Movistar Team    |
| Wertungssieger | Wertungssieger     | Dayer Quintana      | Eduardo Sepúlveda | Emanuel Guevara       | Miguel Ángel López | Movistar Team    |